# David Dorad
David Dorad (* 19. Dezember 1975 in Halle; bürgerlich David Callen) ist ein deutscher DJ und Musikproduzent.

## Werdegang
David Dorad wuchs als Sohn des Schauspielers Michael Kind und der Puppenspielerin Conny Callen auf. Mitte der Neunziger zog er nach Berlin und begann 1994 mit dem Plattendrehen. Im Jahr 2004 gründete er mit Freunden das Kollektiv Bachstelzen. Er legt in Clubs, wie Bar 25, Kater Holzig/Blau, Rakete und Ritter Butzke und Festivals wie Fusion Festival, Appletree Garden Festival und Rocken am Brocken auf.

## Diskografie
| Jahr          | Titel             | Label |             |
| ------------- | ----------------- | ----- | ----------- |
| Singles & EPs |                   |       |             |
| 2022          | Murmelot          |       |             |
| 2016          | Streets of Mexico |       |             |
| 2015          | Move Yourself     |       | Samuel Fach |
| 2015          | Bye die Water     |       | Samuel Fach |
| 2015          | Sumo              |       | Samuel Fach |